# Vasyl Symonenko
Vasyl Andrijovyč Symonenko ukrajinsky Василь Андрійович Симоненко (8. ledna 1935 Biivcy, (Poltavská oblast) – 13. prosince 1963 Čerkasy) byl ukrajinský básník, novinář, v 60. letech 20. století nejvýznamnější básník literárního hnutí Šedesátníci, autor poezie proti rusifikaci a národnímu zotročení Ukrajiny, občanský aktivista a disident. Roku 1962 spolu s Allou Horskou a Lesem Tanjukem objevil místo hromadného hrobu obětí NKVD v Bykivni (nyní National Historical and Memorial Reserve „Bykivnyanski Mohyly“). Byl brutálně zbit v policejní cele a na následky utrpěných zranění zemřel ve 28 letech. Posmrtně oceněn udělením Národní ceny Tarase Ševčenka. Na Ukrajině nese jeho jméno pět různých literárních a novinářských cen.

## Život
Vasyl Symonenko pocházel z malé vesnice Biivcy, kde vyrůstal pouze s matkou a dědečkem. Absolvoval zde pět tříd základní školy a poté docházel do školy ve vzdálených obcích. Střední školu v Tarandynci ukončil s vyznamenáním roku 1952 a poté studoval na Novinářské fakultě Kyjevské univerzity, kterou rovněž ukončil s vyznamenáním. Učil zde docent Matvij Šestopal, který byl iniciátorem literárního obrození šedesátých let, později označovaného Šedesátníci. Vasyl Symonenko během studií psal poezii a byl členem literárního studia Vasyla Čumaka.
Po absolvování Univerzity pracoval od roku 1957 jako novinář pro místní redakce v Čerkasech („Čerkasska Pravda“, „Molod Čerkasčyny“, „Robitnyča Gazeta“). Ve 22 letech se zde oženil s Ljusjou a měl s ní syna Olese. Synovi věnoval jednu ze svých nejlepších básní „Labutě mateřství“.
Roku 1960 byl v Kyjevě založen Klub tvůrčí mládeže „Sovremennyk“, jehož aktivit se Symonenko od počátku účastnil a stal se jedním z mluvčích. Formovala se zde celá generace Šedesátníků, kteří se oprostili od ideologických dogmat sovětského systému a představovali obdobu západní „beat generation“. Jejich cílem byla mimo jiné obroda ukrajinského jazyka a poznání vlastních dějin a kultury. Velký vliv měla na Západě vydaná a pašovaná kniha J. Lavrinenka Popravené obrození o ukrajinské intelektuální elitě vyvražděné během stalinských čistek ve 30. letech. Symonenko pořádal literární večery a debaty nejen v Kyjevě, ale zajížděl do měst po celé Ukrajině.
Jednou z iniciativ klubu „Sovremenyk“ bylo pátrání po místech hromadných poprav prováděných NKVD, hledání svědků a natáčení rozhovorů s pamětníky. Symonenko byl členem komise, která pátrala po mučírnách NKVD a místech hromadných poprav. Prvními objevenými místy byly hřbitovy Lukjanivka a Vasylkyvka, ale Symonenko zažil osobní šok, když potkal chlapce v lese Bykyvnivka, kteří hráli fotbal s prostřelenou lidskou lebkou. Na místo se s ním vypravili Alla Horska a Les Tanjuk a společně poslali memorandum Kyjevské městské radě aby místo hromadné popravy bylo vyhlášeno jako pietní památník.
Reakcí režimu bylo sledování Vasyla Symonenka. V létě 1962 ho na nádraží ve Smilech při banálním incidentu zatkli policisté a po ověření totožnosti ho v zavřeli v cele. Podle výpovědi přátel, kteří pro něj následující den do Smil přijeli, ho v noci odvedl dozorce, připoutal k lavici a brutálně zbil obuškem. Soustředil se při tom na záda a oblast ledvin. Od té doby se jeho zdravotní stav neustále zhoršoval a pro přetrvávající bolesti zad a ledvin byl v září 1963 převezen do nemocnice. 13. prosince 1963 zemřel v nemocnici města Čerkasy 1963 na selhání ledvin. Oficiálně byla uváděna jako příčina smrti rakovina ledvin, ale tato verze byla vyvrácena.

## Dílo
Symonenko se stal populární díky básním, které počátkem 60. let kolovaly v samizdatu a všeobecně známý po publikování sbírky Ticho a hrom (Тиша і грім), která jako jediná vyšla na Ukrajině ještě za jeho života roku 1962. Po vydání této sbírky byl přijat do Svazu ukrajinských spisovatelů, ale režimem byl považován za nespolehlivého volnomyšlenkáře. Během roku 1963 napsal další sbírku Tíha země (Земне тяжіння ), ze které se četly básně na literárních večerech. Řada Symonenkových básní, které byly satirou na sovětský režim („Plačící král a lechtání“) nebo reagovaly na ruský šovinismus, kolovala pouze v samizdatu.
Symonenko byl považován za nejvýznamnějšího básníka své generace a přirovnáván k Tarasu Ševčenkovi nebo Majakovskému. Nejrozsáhlejší soubor jeho básní vyšel roku 1965 v Mnichově, kde od roku 1961 fungovalo nakladatelství tamní ukrajinské diaspory „Sučasnist“. Jeho básně vyvolaly takový ohlas, že ředitel nakladatelství Smoloskyp se rozhodl pojmenovat nakladatelství po Symonenkovi. Posmrtně byla roku 1964 publikována jeho satirická povídka-báseň „Cesta na venkov a zpět“. Symonenkovy básně jsou volně dostupné i na některých ukrajinských zpravodajských serverech jako např. UNIAN nebo BBC
Režim si básníka po jeho smrti částečně „přivlastnil“, potlačil vše co kolovalo v samizdatu a zároveň tvrdil, že byl oddaný stranické linii. Některé Symonenkovy básně vyšly v cenzurované podobě, ale později bylo celé jeho dílo záměrně zamlčeno. Oficiálního uznání se dočkal po vzniku samostatné nezávislé Ukrajiny. Roku 2010 vydal Ukrajinský radioservis CD Labutě mateřství s autentickými archivními soukromými nahrávkami Symonenka při přednesu vlastních básní v 60. letech. Kolem padesáti jeho básní bylo později zhudebněno.